# 12311 Ingemyr
12311 Ingemyr eller 1992 EO6 är en asteroid upptäckt den 1 mars 1992 av UESAC vid La Silla-observatoriet. 
Asteroiden har fått sitt namn efter Mikael Ingemyr som under det Internationella astronomiåret 2009 vann tävlingen The Universe - yours to discover with the Nordic telescope, och som pris fick namnge en asteroid samt resa till Nordic Optical Telescope på La Palma där han observerade exoplaneten WASP-12b.